# Uracanthus lateroalbus
Uracanthus lateroalbus là một loài bọ cánh cứng trong họ Cerambycidae.